# Санта-Марія-де-Кайон
Санта-Марія-де-Кайон (ісп. Santa María de Cayón) — муніципалітет в Іспанії, у складі автономної спільноти Кантабрія. Населення — 8526 осіб (2009).
Муніципалітет розташований на відстані близько 320 км на північ від Мадрида, 17 км на південь від Сантандера.
На території муніципалітету розташовані такі населені пункти: Сан-Роман, Ла-Пенілья, Аргомілья, Ла-Енсіна, Сарон, Санта-Марія-де-Кайон (адміністративний центр), Ла-Абаділья, Еслес, Тотеро, Льйореда.

## Демографія
Динаміка населення (INE ):

## Галерея зображень

Розташування муніципалітету
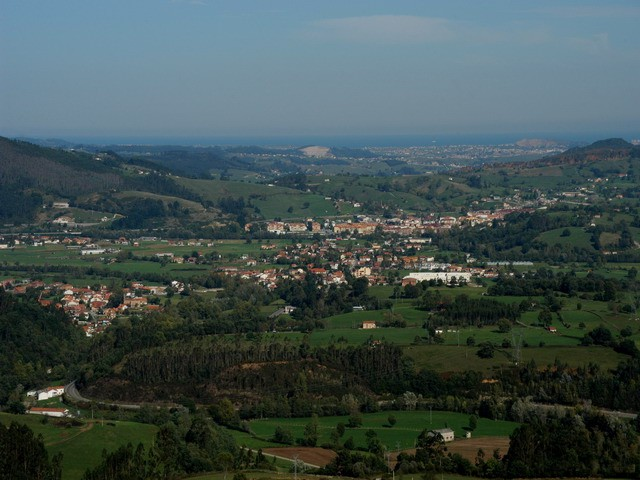
Долина Санта-Марія-де-Кайон
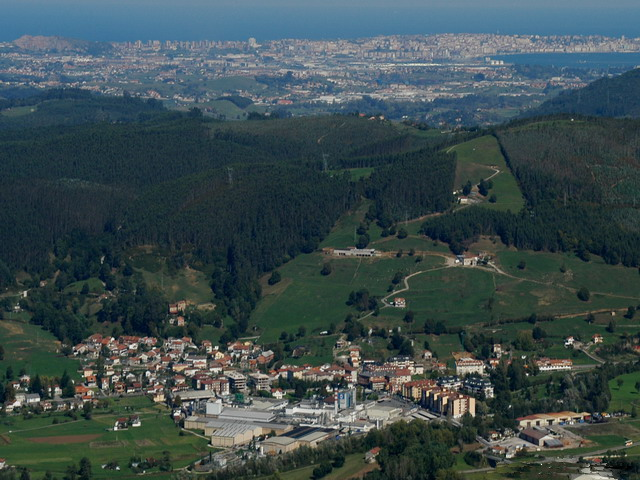
Ла-Пенілья, далі - Сантандер